# Бучки (Житомирская область)
Бучки (укр. Бучки) — село на Украине, основано в 1892 году, находится в Малинском районе Житомирской области.
Код КОАТУУ — 1823481405. Население по переписи 2001 года составляет 55 человек. Почтовый индекс — 11600. Телефонный код — 4133. Занимает площадь 0,727 км².

## Адрес местного совета
11654, Житомирская область, Малинский р-н, с. Луки